# Анастилоз

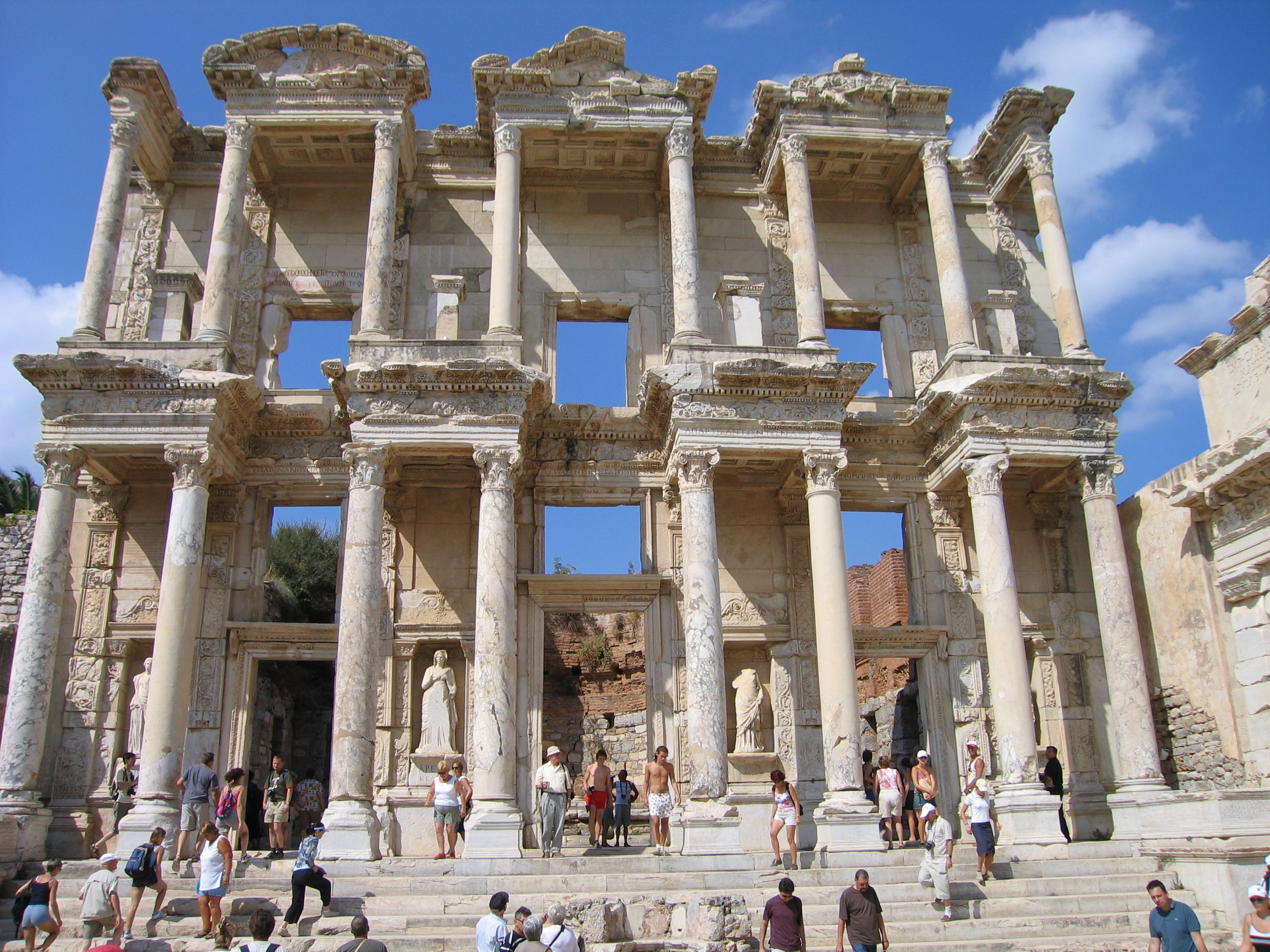
Фасад Библиотеки Цельса, реконструированный методом анастилоза

Анастилоз (от др.-греч. αναστήλωσις — возврат к прежнему состоянию) — метод реставрации, заключающийся в установке на своё изначальное место подлинных блоков и деталей памятника, перемещённых в результате разрушений или перестроек. При этом ставится задача не искусственно дополнить недостающие части сооружения новоделами, но представить в исконном виде все найденные подлинные детали. Анастилоз применим в основном к сооружениям, сложенным из крупных квадров камня, и более всего практикуется по отношению к античным постройкам.

## История
История анастилоза началась на границе XIX—XX веков, когда знаменитый реставратор Николаос Баланос работал на руинах Афинского Акрополя. Он разработал метод и дал ему название.
Последние десятилетия XX века добавили в арсенал реставраторов новые технологии. Появился метод цифрового анастилоза: создаётся компьютерная трёхмерная модель памятника, все детали-оригиналы оцифровываются и «встраиваются» в виртуальный макет. Только после этого начинается настоящая сборка памятника.

## Примеры
Примеры памятников архитектуры, восстановленных с помощью метода анастилоза:
- Парфенон — с начала 2000-х годов идет реставрация методом анастилоза.
- Бантеайсрей — восстановлен методом анастилоза Анри Маршалем в 1931—1936 годах.
- Храм Ники Аптерос — первичный анастилоз был проведён в 1836 году, когда храм восстановили из руин. В 1998 году храм был демонтирован для нового восстановления. Реставрационные работы завершились в 2010 году.
- Библиотека Цельса — двухъярусный фасад библиотеки реконструирован методом анастилоза в 1970—1978 гг.
- Монументальная арка Пальмиры — разрушена. Планируется восстановление методом анастилоза.
- Монастырь Святой Бригитты — в 1970—1980е гг. была проведена комплексная реставрация здания методом анастилоза.